# 月亮河 (北盘江)
月亮河，位于中国贵州省西部，是北盘江左岸支流，上游又称木果河，下游也称补那河，发源于水城县陡箐苗族彝族乡茨冲石门坎，东南流至六枝特区中寨苗族彝族布依族乡扁朝村北注入北盘江。河长76千米，流域面积1026平方千米。